# Tortula maritima
Tortula maritima là một loài Rêu trong họ Pottiaceae. Loài này được (R. Br. bis) R.H. Zander miêu tả khoa học đầu tiên năm 1993.